# Dieter Herzog
Dieter Herzog (* 15. červenec 1946, Oberhausen) je bývalý německý fotbalista. Hrával na pozici záložníka.
S německou reprezentací získal zlatou medaili na mistrovství světa 1974. Celkem za národní tým odehrál 5 utkání.
Bundesligu hrál za Fortunu Düsseldorf a Bayer Leverkusen. Nejlepšího výsledku dosáhl v sezónách 1972/73 a 1973/74, kdy s Düsseldorfem dosáhl na třetí příčku.